# Palmaria
Palmaria egy Olaszországhoz tartozó sziget a Ligur-tengerben, a La Spezia-öböl nyugati részéhez közel. A sziget egy hármas szigetcsoport egyik tagja, amely Porto Venerétől délre emelkedik ki a tengerből (a másik két sziget Tino és Tinetto).
A sziget háromszög alakú, s a Porto Venere valamint a La Spezia-öböl felé néző oldalai lakottak. Néhány ház, vendéglátóipari egység található rajta valamint az Olasz Haditengerészet építményei (a Conte di Cavour erőd, az Umberto I. őrtorony, stb.). Nyugati oldalán található a nehezen megközelíthető Grotta Azzura (Kék-barlang) valamint a Grotta dei Colombi barlang, amelyben számos pleisztocénből származó ősmaradványt találtak. A régészeti leletek alapján (csontok, eszközök) a kutatók arra a következtetésre jutottak, hogy a sziget legalább öt ezer éve lakott. A sziget déli oldalán valaha portor (helyi márványféle) fejtő működött.
1997-ben a szigetet Porto Venerével és Cinque Terrével együtt az UNESCO a Világörökség részének nyilvánította. A bizottság indoklása szerint a kelet-liguri riviéra, Cinque Terre és Porto Venere között egy kiemelkedő értékű kulturális helyszín, egy rendkívül festői táj, amely az ember és természet harmonikus kölcsönhatásának révén jött létre és amely évezredek óta jól szemlélteti az a hagyományos életformát, ami napjainkban is meghatározza az itt élő közösségek társadalmi és gazdasági életét.

## Fordítás
- Ez a szócikk részben vagy egészben  a   Palmaria (island) című angol Wikipédia-szócikk ezen változatának fordításán alapul.  Az eredeti cikk szerkesztőit annak laptörténete sorolja fel. Ez a jelzés csupán a megfogalmazás eredetét és a szerzői jogokat jelzi, nem szolgál a cikkben szereplő információk forrásmegjelöléseként.